# فيلق بانزر الثامن والأربعون
فيلق بانزر الثامن والأربعون (أيضًا: XXXXVIII Army Corp أو XXXXVIII. Armeekorps ) ، كان تشكيلًا للجيش الألماني على مستوى فيلق والذي شهد حركة واسعة النطاق على الجبهتين الشرقية والغربية خلال الحرب العالمية الثانية.

## القادة
- General der Panzertruppe ويرنر كيمبف (22 يونيو 1941 - 19 فبراير 1942)
- جنرال دير بانزتروب رودولف فييل (19 فبراير 1942 - 1 نوفمبر 1942)
- Generalleutnant فرديناند هايم (1 نوفمبر 1942 - 19 نوفمبر 1942)
- General der Panzertruppe هانس كرامر (19 نوفمبر 1942 - 25 نوفمبر 1942)
- General der Panzertruppe Heinrich Eberbach (26 نوفمبر 1942 - 30 نوفمبر 1942)
- General der Panzertruppe Otto von Knobelsdorff (30 نوفمبر 1942 - 6 مايو 1943)
- General der Infanterie Dietrich von Choltitz (6 May 1943 - 30 Aug 1943)
- General der Panzertruppe Otto von Knobelsdorff (30 أغسطس 1943 - 30 سبتمبر 1943)
- General der Infanterie Dietrich von Choltitz (30 سبتمبر 1943 - 21 أكتوبر 1943)
- General der Panzertruppe Heinrich Eberbach (22 أكتوبر 1943 - 14 نوفمبر 1943)
- جنرال دير بانزتروب هيرمان بالك (15 نوفمبر 1943 - 4 أغسطس 1944)
- General der Panzertruppe Walther Nehring (4 أغسطس 1944 - 19 أغسطس 1944)
- General der Panzertruppe Fritz-Hubert Gräser (19 أغسطس 1944 - 20 سبتمبر 1944)
- General der Panzertruppe Maximilian Reichsfreiherr von Edelsheim (20 سبتمبر 1944 - 31 مارس 1945)
- الجنرال وولف هاجيمان (31 مارس 1945 - 8 مايو 1945)

## هيئة الأركان العامة
- Oberstleutnant Friedrich von Mellenthin ، رئيس الأركان العامة (يناير 1943 إلى أغسطس 1944)
- الرائد إيتل فريدريش بيندر، مسؤول العمليات (1 أ) (فبراير 1943 إلى أغسطس 1943)

## الوحدات التابعة
XXXXVIII الفيلق الالي
- اعتبارًا من يونيو 1941 ( عملية بربروسا )
  - 17th Panzer Division
  - 18th Panzer Division .
  - الفرقة Panzergrenadier ال 25
  - قيادة المدفعية رقم 108
  - فيلق الموظفين ووحدات الدعم

### اقتباسات
1. ↑  It was a motorized corps and as such was fully designated "XXXXVIII. Armeekorps (motorized)" or "XXXXVIII Corps (motorized)", and so on